# Majed Abdullah
Majed Ahmed Abdullah Al-Mohammed ou Majed Abdullah - em árabe: ماجد عبد الل (Gidá, 1 de novembro de 1959) é um ex-futebolista saudita. É considerado o melhor futebolista saudita de todos os tempos.

## Carreira
Em toda sua carreira, Abdullah defendeu apenas um clube: o Al-Nassr, onde jogou entre 1977 a 1998, quando se aposentou, aos 39 anos de idade. Ganhou diversos títulos nacionais e uma Copa da Ásia de clubes em 1998. No futebol nacional foi 6 vezes o maior goleador do campeonato local.

## Seleção
Pela Seleção Saudita, jogou entre 1977 a 1994, tendo participado da Copa de 1994, onde atuou em duas partidas, sendo o atleta mais velho dos Falcões no torneio (34 anos), atuando nas partidas contra Países Baixos e Bélgica, sendo o capitão da equipe. Pela Seleção, ganhou duas Copas da Ásia (1984 e 1988).

## Títulos

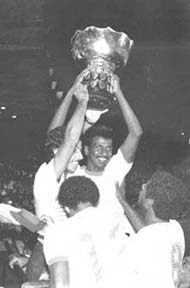
Majed Abdullah em 1984, com a Copa da Ásia

### Clubes
- Saudi Premier League: 1980, 1981, 1989, 1995
- Saudi King Cup: 1981, 1986, 1987, 1990
- Gulf Club Champions Cup: 1997, 1996
- Asian Cup Winners Cup: 1997–98
- Asian Super Cup:  1998 (Como treinador)
- Mundial de Clubes: Qualificado 2000 (como Treinador)

### Internacional
- Copa da Ásia:  1984, 1988
- Jogos Asiáticos: Vice - 1986
- Arab Cup: Vice - 1992